# Барта, Джон
Джон Барта (англ. John Bartha, настоящее имя Янош Барта венг. Barta János, Меркуря-Чук, 1915) — венгерский актёр, снимавшийся преимущественно в Италии под этим псевдонимом. Сыграл ряд ролей в спагетти-вестернах 1960-х — 1970-х годов.

## Биография
В юности Барта зарекомендовал себя как профессиональный футболист.
Прибыв в Рим в начале 1960-х годов, вскоре стал одним из самых плодовитых характерных актёров итальянского кино, его фильмография насчитывает более ста картин. Работал практически во всех жанрах, как правило исполняя эпизодические и второстепенные роли и изображая зачастую, благодаря своей уникальной физиономии, «прототипа американца».
Особенно был активен на ниве спагетти-вестерна, где наиболее известна его роль шерифа, арестовавшего Туко в фильме Серджо Леоне «Хороший, плохой, злой» (1966).
Был женат на певице и актрисе венгерского происхождения Эржи Пааль (венг. Paál Erzsi, 1912—1973).
Овдовев, женился повторно на американской актрисе, оставил кинематограф и переехал на постоянное жительство в США.

## Избранная фильмография
- Sansone contro i pirati, Танио Бочча (1963)
- La vendetta di Spartacus, Микеле Лупо (1964)
- Il destino di un pistolero (Ocaso de un pistolero), regia di Рафаэль Ромеро Маркент (1965)
- I 4 inesorabili, Примо Дзельо (1965)
- Solo contro tutti, Антонио дель Амо (1965)
- Il gladiatore che sfidò l’impero, Доменико Паолелла (1965)
- Il pianeta errante, Антонио Маргерити (1966)
- Хороший, плохой, злой, Серджо Леоне (1966)
- Quella sporca storia nel West, Энцо Дж. Кастеллари (1967)
- Il tempo degli avvoltoi, Нандо Чичеро (1967)
- …4..3..2..1…morte, Примо Дзельо (1967)
- Dalle Ardenne all’inferno, Альберто Де Мартино (1967)
- Ammazzali tutti e torna solo, Энцо Дж. Кастеллари (1968)
- I lunghi giorni dell’odio, Джанфранко Бальданелло (1968)
- Sette volte sette, Микеле Лупо (1968)
- …e per tetto un cielo di stelle, Джулио Петрони (1968)
- Se vuoi vivere… spara!, Серджо Гарроне (1968)
- Acid — Delirio dei sensi, Джузеппе Мария Скотезе (1968)
- Un minuto per pregare, un instante per morire, Франко Джиральди (1968) — нет в титрах
- Carogne si nasce, Альфонсо Брешиа (1968)
- Beatrice Cenci, Лучо Фульчи (1969)
- Sono Sartana, il vostro becchino, Джулиано Карнимео (1969)
- Ehi amico… c'è Sabata. Hai chiuso!, Джанфранко Паролини (1969)
- C'è Sartana… vendi la pistola e comprati la bara!, Джулиано Карнимео (1970)
- Testa t’ammazzo, croce… sei morto. Mi chiamano Alleluja, Джулиано Карнимео (1971)
- È tornato Sabata… hai chiuso un’altra volta!, Джанфранко Паролини (1971)
- Lo chiamavano King, Джанкарло Ромителли (1971)
- …E poi lo chiamarono il Magnifico, Энцо Барбони (1972)
- Zanna Bianca, Лучо Фульчи (1973)
- Tequila! (Uno, dos, tres… dispara otra vez), Тулио Демикели (1973)